# ジョニー・テーラー
ジョニー・テーラー（Johnny Taylor、1974年6月4日 - ）は、アメリカ合衆国出身のバスケットボール選手である。ポジションはフォワード。身長205cm、体重104kg。

## 経歴
テネシー大学チャタヌーガ校からオーランド・マジックにドラフト全体17位で入団し、NBAではマジックとデンバー・ナゲッツでプレーした。
2000年10月2日、シカゴ・ブルズと契約したが、10月20日にウェーバーされた。
その後、イタリアのオリンピア・ミラノ、フィリピン、NBADL、ロシア、イスラエル、KBL、ベルギーを経て、2007年に来日し、三菱電機ダイヤモンドドルフィンズに入団した。2008年に三菱を退団し、バーレーン、アラブ首長国連邦でプレーした。